# Futbol'nyj Klub Zorkij Krasnogorsk (femminile)
Il Futbol'nyj Klub Zorkij Krasnogorsk è una squadra di calcio femminile russa della città di Krasnogorsk, fondata nel 2006. Fino alla stagione 2015 ha giocato nella Vysšij Divizion, la massima serie del campionato russo femminile di calcio, vincendo l'edizione 2012-2013.

## Storia
Il club esordisce nelle competizioni ufficiali nel 2008 prendendo parte al campionato di Seconda Divisione, il terzo livello nazionale, concludendo la prima stagione al quinto posto. L'anno successivo ottiene la promozione in Prima divisione, secondo livello, dove riesce subito a raggiungere la promozione nella massima serie. Nella prima stagione, 2011-12, disputata nella Vysšij Divizion si classica al secondo posto, risultato che le permette di debuttare in UEFA Women's Champions League 2012-2013. Ha vinto il campionato 2012-2013, conquistando il primo trofeo della sua storia. Grazie alla vittoria del campionato ha partecipato nuovamente alla UEFA Women's Champions League per la stagione 2013-2014, presenza replicata nella stagione 2015-2016.

## Palmarès
- Campionato russo: 1

2012-2013

## Statistiche

### Risultati nelle competizioni UEFA
| Stagione | Competizione     | Fase                 | Avversario      | Risultato | Risultato | Risultato |
| Stagione | Competizione     | Fase                 | Avversario      | andata    | ritorno   | aggregato |
| -------- | ---------------- | -------------------- | --------------- | --------- | --------- | --------- |
| 2012-13  | Champions League | sedicesimi di finale | Stjarnan        | 0-0       | 3-1       | 3-1       |
| 2012-13  | Champions League | ottavi di finale     | Olympique Lione | 0-9       | 0-2       | 0-11      |
| 2013-14  | Champions League | sedicesimi di finale | Thór/KA         | 2-1       | 4-1       | 6-2       |
| 2013-14  | Champions League | ottavi di finale     | Birmingham City | 0-2       | 2-5       | 2-7       |
| 2015-16  | Champions League | sedicesimi di finale | Atlético Madrid | 2-0       | 0-3       | 2-3       |

## Organico

### Rosa 2015[3]
| N. |                    | Ruolo | Calciatrice         |
| -- | ------------------ | ----- | ------------------- |
| 1  | Russia (bandiera)  | P     | Marija Žamanakova   |
| 3  | Russia (bandiera)  | D     | Ekaterina Morozova  |
| 4  | Russia (bandiera)  | D     | Nadežda Koltakova   |
| 5  | Russia (bandiera)  | D     | Elena Medved' (c)   |
| 7  | Russia (bandiera)  | D     | Kristina Maškova    |
| 9  | Russia (bandiera)  | C     | Svetlana Tonkich    |
| 10 | Ucraina (bandiera) | A     | Oksana Jakovišin    |
| 11 | Russia (bandiera)  | A     | Ekaterina Sočneva   |
| 14 | Russia (bandiera)  | C     | Tat'jana Skotnikova |
| 15 | Russia (bandiera)  | A     | Irina Čukisova      |
| 17 | Russia (bandiera)  | A     | Anna Kostina        |
| 18 | Russia (bandiera)  | C     | Marina Fëdorova     |

| N. |                    | Ruolo | Calciatrice           |
| -- | ------------------ | ----- | --------------------- |
| 19 | Russia (bandiera)  | A     | Natal'ja Ploskonenko  |
| 20 | Russia (bandiera)  | A     | Nelli Korovkina       |
| 21 | Russia (bandiera)  | C     | Anastasija Rodionova  |
| 22 | Ucraina (bandiera) | D     | Dar'ja Kravec         |
| 23 | Russia (bandiera)  | D     | Ljubov' Bukaškina     |
| 24 | Russia (bandiera)  | C     | Svetlana Cidikova     |
| 26 | Russia (bandiera)  | D     | Anastasija Slonova    |
| 51 | Russia (bandiera)  | D     | Anastasija Kostjukova |
| 81 | Russia (bandiera)  | P     | Margarita Širokova    |
| 91 | Russia (bandiera)  | A     | Nadežda Smirnova      |
| 95 | Russia (bandiera)  | D     | Irina Podšibjakina    |
| 99 | Russia (bandiera)  | C     | Arina Kolesnikova     |